# 塔夫頓伯勒 (新罕布什爾州)
塔夫頓伯勒（英語：Tuftonboro）是一個位於美國新罕布什爾州卡羅爾縣的鎮。

## 人口
根據2020年美國人口普查的數據，塔夫頓伯勒的面積為128.00平方千米，當中陸地面積為104.90平方千米，而水域面積為23.10平方千米。當地共有人口2467人，而人口密度為每平方千米19人。